# Hunger Games: Síla vzdoru 1. část
Hunger Games: Síla vzdoru 1. část (v angličtině: Hunger Games: Mockingjay - Part 1) je americký sci-fi válečný film, režírovaný Francisem Lawrencem. Je to první část z dvou filmů inspirovaných novelou knižní série Hunger Games, napsané Suzanne Collins. Hlavními hvězdami filmu jsou Jennifer Lawrenceová, Josh Hutcherson a Liam Hemsworth.
Příběh opět sleduje Katniss Everdeen, která dvakrát přežila Hladové hry, Katniss se nyní nachází ve 13. kraji. Pod vedením prezidentky Coinové se stává symbolem masivní revoluce proti Kapitolu. Sama bojuje o záchranu Peety.
Film měl premiéru 20. listopadu 2014 v České republice a 21. listopadu 2014 ve Spojených státech. Za první den vydělal film přes 55 milionů dolarů.
Film obdržel pozitivní kritiku a získal dvě nominace na cenu Critics' Choice Movie Awards v kategoriích nejlepší herečka v akčním filmu (Lawrence) a nejlepší původní písnička za "Yellow Flicker Beat". Písnička byla také nominovaná v kategorii Nejlepší původní píseň na Zlatý glóbus.

## Děj
Poté, co je Katniss zachráněna ze zničené arény 75. Hladových her je ona a dva předchozí vítězové, Beetee a Finnick Odair, odvezena do podzemního bunkru, který je ukrytý pod ruinami starého 13. kraje, kde se znovu setkává se svojí matkou a sestrou Prim. Je představena prezidentce Coinové, která chce, aby se Katniss stala symbolem boje proti Kapitolu. Katniss však odmítá, jelikož je stále naštvaná, že nezachránili Peetu Mellarka, její předstíranou lásku a splátce 12. kraje, z arény. Na návrh Plutarcha Heavensbeena, bývalého tvůrce hry, se znovu setkává tváří v tvář s 12. krajem, který po rozbombardování (kromě vesnice vítězů) už vůbec nevypadá tak, jak si ho Katniss pamatuje. Poté, co Katniss vidí Peetu zneužitého Kapitolem v televizních reklamách, jak se snaží uklidnit rebely, změní své rozhodnutí a stává se symbolem revoluce - Reprodrozdem, pod podmínkou, že Peeta a ostatní vítězové budou zachráněni a bude jim odpuštěno.
Katniss je představen její filmový tým, vedený Cressidou, je oblečena do speciálně navrženého outfitu, její stylistkou se opět stává Effie Trinket a jejím bodyguardem je určen její kamarád Hurikán. Společně se vydávají do nemocnice v 8. kraji, ale po jejich návštěvě je nemocnice rozbombardována Kapitolskými letouny. Katniss natáčí svůj první proslov na kameru, který je vysílaný po celém Panemu. Tým se vrací do 12. kraje, kde jí Hurikán vypráví, jak probíhala devastace kraje a Katniss je natočená, když zpívá "The Hanging Tree". Po vysílání další reklamy je v 7. kraji zabit celý tým Mírotvorců skrytými minami a rebelové ničí přehradu, která poskytuje Kapitolu elektřinu.
Tu noc Katniss sleduje, jak Peeta poskytuje další rozhovor Caesarovi Flickermanovi, moderátorovi Her. Peeta z ničeho nic najednou vykřikne varování, okamžitě poté se kamery vypínají. Kapitol napadá 13. kraj a prezidentka Coinová vydává příkaz k evakuování do podzemního úkrytu. Po skončení útoku ze strany Kapitolu se Katniss vydává na zem, kde je celý povrch pokrytý bílými růžemi a uvědomuje si, že ji je posílá Prezident Snow a předpokládá, že chce zabít Peetu. Coinová vysílá speciální jednotku na záchranu Peety, který svým varováním poskytl 8 minut navíc k evakuaci. Vítězové předchozích kol jsou vězněni ve splátcovském tréninkovém centru. Mise je úspěšná. Když však jde Katniss přivítat Peetu, zaútočí na ni a snaží se ji zabít.
Katniss se probouzí v nemocnici a je jí sděleno, že Peetovi byl vymyt mozek a nyní jediné co chce, je ji zabít. Všem je jasné, proč Kapitol nechal speciální záchrannou jednotku Peetu unést. Peeta je nyní izolován a pomocí terapií se ho snaží dát do pořádku. Prezidentka Coinová ohlašuje, že záchrana bývalých vítězů proběhla úspěšně a že nyní je čas vzít boj do ulic Kapitolu.

## Obsazení
| Jennifer Lawrenceová   | Katniss Everdeenová      |
| Josh Hutcherson        | Peeta Mellark            |
| Liam Hemsworth         | Hurikán (Gale Hawthorne) |
| Woody Harrelson        | Haymitch Abernathy       |
| Elizabeth Banks        | Effie Trinket            |
| Philip Seymour Hoffman | Plutarch Heavensbee      |
| Julianne Moore         | Prezidentka Alma Coinová |
| Donald Sutherland      | Prezident Snow           |
| Natalie Dormerová      | Cressida                 |
| Sam Claflin            | Finnick Odair            |
| Jena Malone            | Johanna Mason            |
| Stanley Tucci          | Caesar Flickerman        |
| Willow Shields         | Primrose Everdeen        |
| Jeffrey Wright         | Beetee Latier (Diod)     |
| Paula Malcomson        | Paní Everdeenová         |
| Stef Dawson            | Annie Cresta             |
| Evan Ross              | Messalla                 |
| Patina Miller          | Paylor                   |
| Mahershala Ali         | Boggs                    |
| Wes Chatham            | Castor                   |
| Elden Henson           | Pollux                   |
| Robert Knepper         | Antonius                 |

## Ocenění a nominace
| Ocenění                      | Kategorie                            | Nominovaný                            | Výsledky  |
| ---------------------------- | ------------------------------------ | ------------------------------------- | --------- |
| Black Reel Awards            | objev roku (žena)                    | Patina Miller                         | nominace  |
| Critics' Choice Movie Awards | nejlepší herečka (akční film)        | Jennifer Lawrenceová                  | nominace  |
| Critics' Choice Movie Awards | nejlepší píseň                       | „Yellow Flicker Beat“ – Lorde         | nominace  |
| Zlatý glóbus                 | nejlepší píseň (film)                | „Yellow Flicker Beat“ – Lorde         | nominace  |
| Women Film Critics Circle    | nejlepší zobrazení ženy ve filmu     |                                       | vítězství |
| Kid's Choice Awards          | nejoblíbenější zloduch               | Donald Sutherland                     | nominace  |
| Kid's Choice Awards          | nejoblíbenější film                  |                                       | vítězství |
| Kid's Choice Awards          | nejoblíbenější filmová hvězda (muž)  | Liam Hemsworth                        | vítězství |
| Kid's Choice Awards          | nejoblíbenější filmová hvězda (žena) | Jennifer Lawrenceová                  | vítězství |
| Filmové ceny MTV             | nejlepší film                        |                                       | nominace  |
| Filmové ceny MTV             | nejlepší ženský herecký výkon        | Jennifer Lawrenceová                  | nominace  |
| Filmové ceny MTV             | nejlepší hudební scéna               | Jennifer Lawrenceová                  | vítězství |
| Filmové ceny MTV             | nejlepší transformace                | Elizabeth Banks                       | vítězství |
| Filmové ceny MTV             | nejlepší hrdina                      | Jennifer Lawrenceová                  | nominace  |
| Cena Saturn                  | nejlepší sci-fi film                 |                                       | nominace  |
| Cena Saturn                  | nejlepší herečka                     | Jennifer Lawrenceová                  | nominace  |
| Teen Choice Awards           | nejlepší film (sci-fi/fantasy)       |                                       | vítězství |
| Teen Choice Awards           | nejlepší herec (sci-fi/fantasy)      | Liam Hemsworth                        | nominace  |
| Teen Choice Awards           | nejlepší herec (sci-fi/fantasy)      | Josh Hutcherson                       | vítězství |
| Teen Choice Awards           | nejlepší herečka (sci-fi/fantasy)    | Jennifer Lawrenceová                  | vítězství |
| Teen Choice Awards           | nejlepší filmový zloduch             | Donald Sutherland                     | nominace  |
| Teen Choice Awards           | nejlepší filmový polibek             | Jennifer Lawrenceová a Liam Hemsworth | nominace  |

## Sequel
Druhá část filmu s názvem Síla vzdoru 2. část měla premiéru dne 20. listopadu 2015.